# Charles Hermite
Charles Hermite (Dieuze, 24 de diciembre de 1822-París, 14 de enero de 1901) fue un matemático francés que investigó en el campo de la teoría de números, sobre las formas cuadráticas, polinomios ortogonales y funciones elípticas, y también en álgebra. Varias entidades matemáticas se llaman hermitianas o hermíticas en su honor. Es igualmente conocido por la interpolación polinómica de Hermite.
Fue el primero que demostró que e es un número trascendente y no la raíz de una ecuación algebraica o polinómica con coeficientes racionales. Ferdinand von Lindemann siguió su método para probar la trascendencia de π (1882).

## Vida y obra

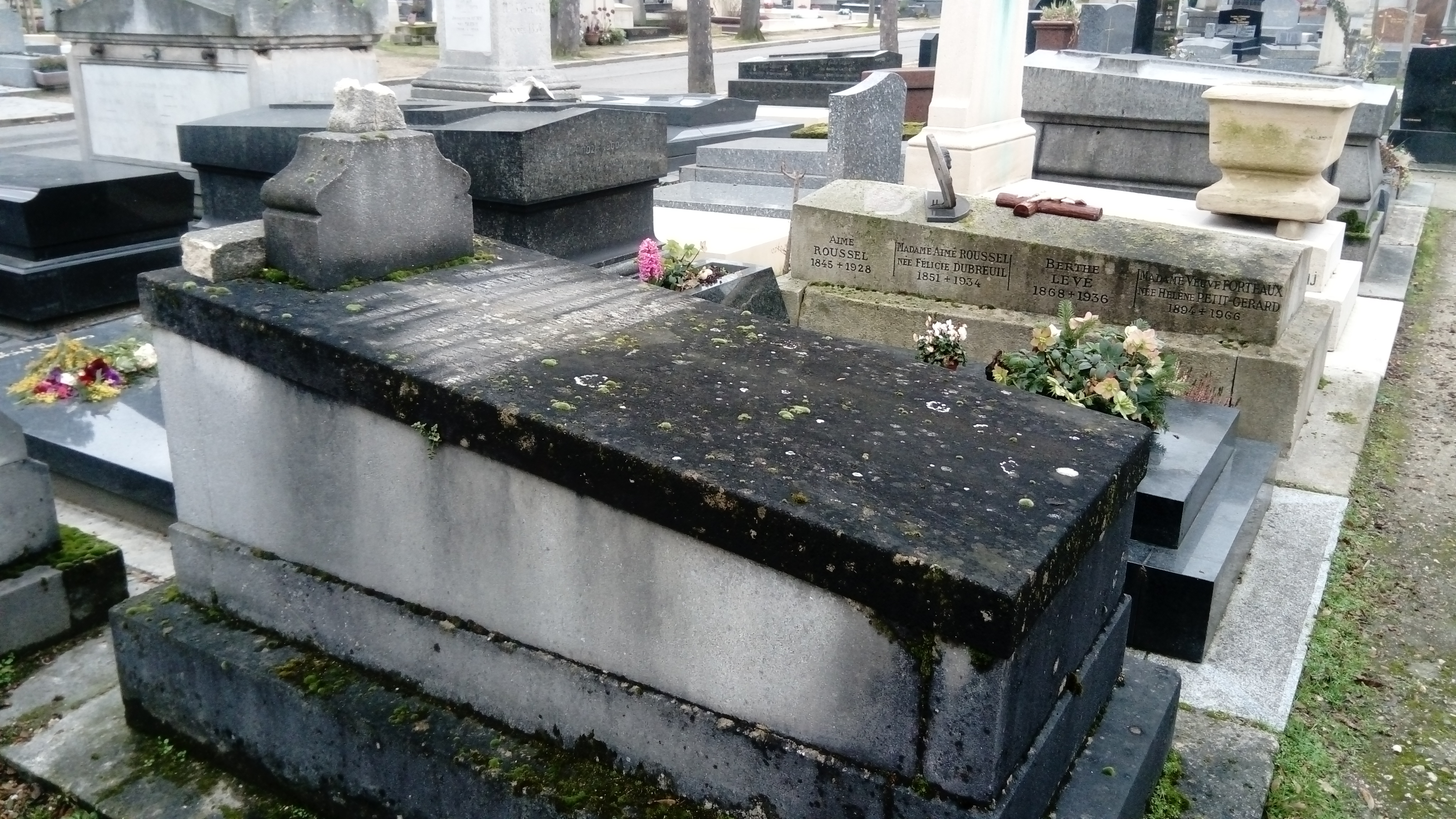
Tumba de Charles Hermite en el cementerio de Montparnasse.

Charles Hermite nació el 24 de diciembre de 1822 en Dieuze, Lorena. Era el sexto de siete hermanos. Su padre, Ferdinand Hermite, inicialmente ingeniero en una salina, se había dedicado al comercio de telas tras casarse con Madeleine Lallemand, hija de un comerciante de telas. En 1828, la familia Hermite se traslada a Nancy. El joven Charles Hermite sufría una malformación en el pie derecho que le impedía realizar sus movimientos.
Primero estudió en el Collège Royal de Nancy, hasta el tercer curso de bachillerato, y después en París, primero en el Collège Royal Henri IV, durante el segundo curso de bachillerato (donde su profesor de física fue César Despretz) y retórica, y después, a partir de 1840, en el Collège Royal Louis le Grand en clases especiales de matemáticas (sin haber superado las pruebas de bachillerato). Su maestro fue Louis Richard (antiguo profesor de Évariste Galois), quien reconoció su valía matemática y le animó a leer obras de Euler, Lagrange y Gauss. Hermite publicó entonces sus primeros artículos de investigación en los Nouvelles annales de mathématiques.
Hermite quería realizar su educación superior en la École Polytechnique, una academia militar reconocida por su excelencia en matemáticas, ciencias e ingeniería. Tutelado por el matemático Eugène Charles Catalan, Hermite dedicó un año a prepararse para el examen de ingreso notoriamente difícil. En 1842 fue admitido en la escuela. Sin embargo, después de un año, la escuela no permitió que Hermite continuara sus estudios allí debido a su pie deformado, como no apto para el servicio (decisión ministerial de 13 de diciembre de 1842). Luchó por recuperar su admisión en la escuela, pero la administración le impuso condiciones estrictas. Hermite no aceptó esto y abandonó la École Polytechnique sin graduarse.
A partir de ese momento, entró en contacto con importantes matemáticos, como Joseph Liouville y, por carta, con Carl Gustav Jakob Jacobi, a quienes comunicó sus investigaciones sobre las funciones abelianas y, posteriormente, sobre la teoría de números. Para poder seguir la carrera de profesor, aprueba los exámenes de baccalauréat en lettres (bachillerato) el 1 de julio de 1847 con resultados pobres o aprobables, pero con una mención final de "assez bien". El 12 de julio siguiente aprobó el bachillerato de matemáticas ante un jurado de la Facultad de Ciencias de París compuesto por los profesores César Despretz y Charles Sturm y el agrégé Joseph Bertrand, jurado que le admitió en el grado con dos bolas blancas para matemáticas y una roja para ciencias físicas. El 9 de mayo de 1848 aprueba las pruebas para obtener la licence des sciences mathématiques. 
Fue titular de la cátedra de Álgebra superior en la Facultad de Ciencias de París, sucediendo a Jean-Marie Duhamel de 1871 a 1898, y profesor de Análisis en la École polytechnique de 1869 a 1878.
Entró a formar parte de la Academia de Ciencias Francesa en 1856 en sustitución de Jacques Binet, y pasó a presidirla en 1890. Fue nombrado gran oficial de la Legión de Honor y recibió la gran cruz de la Estrella polar de Suecia.
Se casó con la hermana del matemático Joseph Bertrand, Louise Bertrand, y fue suegro del matemático Émile Picard y del ingeniero Georges Forestier.
Hermite murió en París el 14 de enero de 1901, a la edad de 78 años.
La mayor parte de sus obras fueron recopiladas y publicadas después de su muerte por Émile Picard. Su correspondencia con Thomas Stieltjes se publicó en 1903.

## Algunas publicaciones[2]
- "Sur quelques applications des fonctions elliptiques.", Paris, 1854 Imágenes de páginas, de Cornell
- "Cours professé à la Faculté des Sciences", ed. Andoyer, 4.ª ed. Paris, 1891 Imágenes de páginas, de Cornell
- "Correspondance", ed. Baillaud & Bourget, Paris, 1905, 2 vols. PDF Copia de UMDL
- "Oeuvres de Charles Hermite" ed. Picard para la Academia de Ciencias, 2 vols., Paris, 1905 & 1908. PDF copia de UMDL

## Concepción de las matemáticas
Hermite ha sido presentado a menudo como representante del platonismo matemático, debido a frases como:

“Les haría saltar si me atreviera a confesarles que no admito ninguna solución de continuidad, ninguna ruptura entre matemáticas y física, y que los números enteros me parecen existir fuera de nosotros y se imponen con la misma necesidad, la misma fatalidad como sodio, potasio, etc."

Henri Poincaré lo describe así en su famoso artículo contra pragmáticos y cantorianos en matemáticas: “Nunca he conocido a un matemático más realista, en el sentido platónico, que Hermite.”
Hermite no estaba interesado en la filosofía matemática, pero su correspondencia en particular contiene muchas indicaciones de sus concepciones de la investigación matemática y sus objetos. Muestran que Hermite no es tanto un platónico como lo opuesto a la idea de que el matemático crea libremente los objetos que desea (una idea expresada por el matemático Richard Dedekind, por ejemplo). Para Hermite, las matemáticas son como las ciencias naturales, deben basarse en la observación en profundidad, apoyada en cálculos, de las propiedades de las funciones o de los números. Hermite se opone, por ejemplo, a la idea de una geometría no euclidiana, tal como se definiría a priori mediante axiomas, o al uso de un vocabulario que le parece demasiado figurativo, como "los puntos del infinito" en proyectivo. geometría, porque para él esta terminología enmascara una propiedad analítica simple y precisa.
También se opuso a la investigación sobre fundamentos demasiado restrictivos (como el programa de aritmetización de Leopold Kronecker que, al final de su vida, quiso reducir todas las matemáticas a operaciones con números enteros positivos); para Hermite, no respetan el desarrollo histórico natural de las matemáticas. Su visión de la naturaleza de este desarrollo está respaldada por sus fuertes convicciones religiosas. Por el contrario, puede sorprenderse con los nuevos aspectos de las funciones discontinuas descubiertos durante su época.
Consistentemente, Hermite ve el trabajo del matemático como cercano al del naturalista: recolectar ejemplos, compararlos y observarlos, clasificarlos. Varias de sus posiciones las comparten también sus correspondientes, como Thomas Stieltjes o Leo Königsberger. Hermite, por ejemplo, aprueba una frase de Königsberger: “Me parece que la tarea principal, en la actualidad, en cuanto a la historia natural descriptiva, consiste en reunir la mayor cantidad de material posible y en descubrir principios clasificándolos y describiéndolos".

## Teoría de números
Hermite, un maestro inspirador, se esforzó por cultivar la admiración por la belleza simple y desalentar las minucias rigurosas. Su correspondencia con Thomas Stieltjes atestigua la gran ayuda que prestó a quienes iniciaban la vida científica. Sus cursos de conferencias publicados han ejercido una gran influencia. Sus importantes contribuciones originales a las matemáticas puras, publicadas en las principales revistas matemáticas del mundo, trataron principalmente de las funciones abelianas y elípticas y de la teoría de números.
En 1858, Hermite resolvió ecuaciones de quinto grado y, en 1873, demostró que e, la base del sistema natural de logaritmos, es un número trascendente. Ferdinand von Lindemann utilizó técnicas similares a las utilizadas en la prueba de Hermite de la trascendencia de e en 1882 para demostrar que π es un número trascendente.

## Ecuaciones de quinto grado
En 1858, Hermite demostró que las ecuaciones de quinto grado podían resolverse mediante funciones modulares elípticas. En su famosa obra Sur la résolution de l'Équation du cinquiéme degré Comptes rendus nombró a la expresión de solución elíptica exacta basada en la función theta la forma Bring Jerrard Normal. En particular, reconoció cómo determinar el módulo elíptico correspondiente y su módulo complementario pitagórico para la forma Bring-Jerrard dada. La forma Bring-Jerrard solo contiene el término de ecuación quíntica, lineal y absoluta:
{\displaystyle x^{5}+5\,x=4\,c}
Todas las ecuaciones de Bring-Jerrard se pueden normalizar a esta forma sustituyendo las incógnitas internas. Si en la forma dada el valor c {\displaystyle c} es un número real, entonces la ecuación en cuestión tiene una solución real y cuatro imaginarias. Según el teorema de Abel-Ruffini, esta ecuación de Bring no se puede resolver de manera elemental para la gran mayoría de los valores {\displaystyle c} o el conjunto de soluciones asociado no se puede representar de una manera radical elemental. Pero para todos los valores {\displaystyle c} la ecuación de Bring-Jerrard mencionada se puede resolver de forma elíptica. Las cinco soluciones de la ecuación quíntica mostrada siempre se obtienen completamente estableciendo combinaciones racionales de las llamadas funciones modulares elípticas no elementales que dependen del nomo elíptico como función interna. El Nomo Elíptico debe ser generado por los siguientes módulos elípticos o excentricidades numéricas {\displaystyle k} y {\displaystyle k'}:
{\displaystyle k={\bigl (}2\,c^{2}+2+2{\sqrt {c^{4}+1}}{\bigr )}^{-1/2}{\bigl (}{\sqrt {{\sqrt {c^{4}+1}}+1}}-c{\bigr )}=\operatorname {tlh} [{\tfrac {1}{2}}\operatorname {aclh} (c)]^{2}}
{\displaystyle k'={\bigl (}2\,c^{2}+2+2{\sqrt {c^{4}+1}}{\bigr )}^{-1/2}{\bigl (}{\sqrt {{\sqrt {c^{4}+1}}+1}}+c{\bigr )}=\operatorname {ctlh} [{\tfrac {1}{2}}\operatorname {aclh} (c)]^{2}}
Estas excentricidades son el módulo elíptico correspondiente y su contraparte complementaria pitagórica en la forma normal de Legendre o en la forma estándar. Las dos fórmulas ahora mencionadas resultan directamente de la fórmula que se encuentra en la parte superior de la página 258 de la edición italiana de la obra antes mencionada "Sulla risoluzione delle equazioni del quinto grado", que fue distribuida posteriormente por Francesco Brioschi. Las expresiones con las abreviaturas {\displaystyle \mathrm {tlh} } para Tangens Lemniscatus Hyperbolicus y {\displaystyle \mathrm {ctlh} } para Cotangens Lemniscatus Hyperbolicus así como la integral elíptica  {\displaystyle \mathrm {aclh} } para Areacosinud Lemniscatus Hyperbolicus representan las expresiones de la función lemniscatica hiperbólica, que simplifican enormemente la representación de las resoluciones según los módulos. Después de Charles Hermite y los matemáticos Glashan, Young y Runge, otros matemáticos como los matemáticos rusos Viktor Prasolov y Yuri Soloviev así como el matemático griego Nikolaos Bagis cuyas expresiones de solución dependen del nomo elíptico mencionado Forma de ecuación de Bring-Jerrard. Así determinaron Prasolov y Soloviev la expresión de la solución real, que escribieron en la página 159 de su obra Funciones elípticas e integrales elípticas. Utilizaron las funciones modulares estandarizadas de Weber en su forma original:
{\displaystyle x_{RE}=4\,c\div {\bigl \{}{\mathfrak {f}}_{00}(q)^{-6}{\bigl [}{\mathfrak {f}}_{00}(q^{1/5})-{\mathfrak {f}}_{00}(q^{5}){\bigr ]}^{2}{\bigl [}{\mathfrak {f}}_{00}(i^{4/5}q^{1/5})-{\mathfrak {f}}_{00}(i^{-4/5}q^{1/5}){\bigr ]}^{2}{\bigl [}{\mathfrak {f}}_{00}(i^{8/5}q^{1/5})-{\mathfrak {f}}_{00}(i^{-8/5}q^{1/5}){\bigr ]}^{2}+5{\bigr \}}}

## Honores

### Eponimia
- Las entidades matemáticas hermitianas, como los polinomios de Hermite, los espacios hermitianos, las matrices hermitianas y el teorema de Hermite-Lindemann
- El Centro Charles Hermite en Nancy, Centro de Cálculo de la región de Lorena, creado en 1994
- El cráter lunar Hermite
- El asteroide (24998) Hermite
- Calles y otras vías en París, Metz, Nancy, Dieuze y Manom
- Colegios y liceos de París (Charles Hermite-Camille Jenatzy), Dieuze y Thionville
- Una puerta, con representación en bajorrelieve en La Sorbona
- Los anfiteatros del Instituto Henri Poincaré, de la Universidad Pierre y Marie Curie y la Universidad de Metz (Universidad Paul Verlaine)

## Estudios sobre Hermite
- Thomas Archibald, "Charles Hermite and German mathematics in France", en Mathematics Unbound: the evolution of an international mathematical research community, 1800-1945, eds. Karen Hunger Parshall, A. Rice, History of Mathematics 23, Providence, RI: AMS, 2002, p 123-137.(en inglés)
- Claude Brezinski, Charles Hermite: père de l'analyse mathématique moderne, Cahiers d'Histoire et de Philosophie des Sciences. Nouvelle Série 32, París:SFHST, 1990.(en francés)
- Belhoste, Bruno (1996). «Autour d'un mémoire inédit : la contribution d'Hermite au développement de la théorie des fonctions elliptiques». Revue d'histoire des mathématiques (en francés) 2 (1): 1-66..
- Catherine Goldstein, "The Hermitian Form of Reading the Disquisitiones", en The Shaping of Arithmetic, ed. C. Goldstein, N. Schappacher y Joachim Schwermer, Berlín, Nueva York: Springer, 2007, p 377-410.(en inglés)
- Catherine Goldstein, Un arithméticien contre l'arithmétisation : les principes de Charles Hermite, en D. Flament y P. Nabonnand (dir.), Justifier en mathématiques, París:, MSH, 2011, p. 129-165.
- Goldstein, Catherine (2011). «El paseo de Charles Hermite por los campos de Galois,». Revue d'histoire des mathématiques (en francés) 17: 211-270.
- (en ruso) Elena Petrovna Ozhigova, Charles Hermite: 1822-1901 Leningrado: Nauka, 1982.
- Michel Serfati, Fragments d'histoire des mathématiques: sur l'histoire des nombres irrationnels et transcendants aux s. XVIII XIX. Quadrature du cercle, fractions continues et autres contes, París: APMEP, 1996. (en francés)